# ローマ内戦 (350年-353年)
350年から353年までのローマ内戦（ローマないせん、英: Roman civil war）は、ローマ皇帝コンスタンティウス2世と帝位簒奪者マグネンティウスとの戦いである。

## 背景
337年にコンスタンティヌス1世が崩御すると、ローマ帝国はen:Faustaとの間の3人の息子の間で分割された。コンスタンティヌス2世がガリア、ヒスパニア、ブリタンニアを、コンスタンティウス2世が小アジア、アエギュプトゥスを、コンスタンス1世がイタリア、北アフリカ、イリュリクムをそれぞれ受け継いだ。コンスタンティヌス2世は、長男としての年長者、アウグストゥスに対する敬意がないとして兄弟に憤りを露にした。属州の分割に不満を持ち、340年にイタリアを攻めたがコンスタンス1世の軍の待ち伏せにより殺害された。コンスタンス1世は帝国西部の全属州を統治したと推定された。
コンスタンス1世は特にローマ軍団に嫌われ、350年に軍の陰謀により打倒され、安全のために逃げている最中に殺害された。軍はマグネンティウスという名の蛮族の士官を新たな西方の皇帝に推戴し、コンスタンティヌス1世のただ一人残った息子のコンスタンティウス2世との紛争に参戦させた。

## 内戦
コンスタンティウス2世は兄弟を殺害した犯人に復讐するために西方に進軍した。マグネンティウスはイリュリクム侵攻を決断し、最初のうちは上手くいったが、351年9月28日、en:Battle of Mursa Majorでマグネンティウスの軍がコンスタンティウス2世のカタフラクト騎兵隊と会戦すると、劇的に状況が変わった。戦闘には95,000人が参戦し、死傷者55,000人で、ローマ帝国史上で最も血なまぐさい戦いの一つになった。マグネンティウスは敗北して北イタリアに逃亡し、コンスタンティウス2世は徐々にアフリカ、ヒスパニア、南イタリアの支配権を取り戻していった。マグネンティウスはガリアにこもったが、コンスタンティウス2世は再び353年7月3日のen:Battle of Mons Seleucusで勝利した。マグネンティウスはルグドゥヌム(en)(現リヨン)に逃亡し、353年8月11日に自殺した。コンスタンティウス2世はマグネンティウスの追随者と支持者を探し出し、拷問して殺害した。